# 佐藤貞雄 (歯学者)
佐藤 貞雄（さとう さだお）は日本の歯学者、歯科医師。神奈川歯科大学元学長、成長発達歯科学講座歯科矯正学分野教授。

## 経歴
1971年神奈川歯科大学卒業、以後同大学助手、講師、助教授を経て、1996年より同大学教授。2010年より学長に就任。
1979年　神奈川歯科大学より 歯学博士号を得る。論文の題は「家兎歯槽骨細胞の高分子合成に及ぼす矯正力の影響」。  

## 所属学会
- 日本矯正歯科学会 第69回大会長[4]
- 日本歯科医学教育学会[5]
- 日本骨代謝学会[1]
- 日本小児歯科学会[1]
- 東京矯正歯科学会[1]
- 歯科基礎医学会[1]
- 日本全身咬合学会評議員[6]
- 日本顎関節学会[1]
- 日本顎咬合学会評議員[7]
- 日本歯科心身医学会[1]
- 日本口蓋裂学会[1]
- 日本口腔外科学会[1]
- 日本補綴歯科学会[1]
- 日本顎変形症学会[1]
- American Association of Orthodontists[1]
- EH Angle Society of Orthodontists[1]

## 著書
- 佐藤貞雄、秋元進、不島健持、石井穣『顎関節機能を考慮した不正咬合治療』東京臨床出版、1995年。 NCID BN12690466。
- 佐藤貞雄、秋本進、松本淳、白数明義、吉田惇三 著、佐藤貞雄 編『MEAWを用いた矯正治療 MEAWテクニックの実践的臨床術式マニュアル』第一歯科出版、2001年11月10日。ISBN 4924858307。
- D.Reusch, P-G.Lenze, H.Fischer『機能咬合のリコンストラクション』協力 S.Kulmer 監修 佐藤貞雄 監訳 岸本雅吉、クインテッセンス出版、2005年7月10日。ISBN 978-4-87417-804-1。
- 佐藤貞雄、秋本進、白数明義、窪田光慶、松本淳、笹栗健一、玉置勝司、金子正明 著、佐藤貞雄 編『MEAWを用いた矯正治療Ⅱ アドバンス編』第一歯科出版、2005年11月25日。ISBN 978-4924858428。
- 佐藤貞雄 編『発達期の予防的咬合治療』東京臨床出版、2007年4月15日。ISBN 9784887000483。
- E.Piehslinger『臨床家のための歯科補綴学 顎機能と機能障害の診断を考慮した歯科治療』訳 佐藤貞雄、石川達也、青木聡、渡邉誠、豊田實、クインテッセンス出版、2007年6月10日。ISBN 978-4-87417-955-0。
- 佐藤貞雄 著「I編 総論 4章 咬合 I 咬合概論・II正常咬合」、相馬, 邦道、飯田, 順一郎; 山本, 照子 ほか 編『歯科矯正学』（第5版）医歯薬出版、2008年3月25日。ISBN 978-4-263-45615-6。
- 白数明義、佐藤貞雄『初心者のためのMEAWを用いた矯正治療』第一歯科出版、2008年11月10日。ISBN 978-4924858503。
- 佐藤, 貞雄、玉置, 勝司、榊原, 功二 編『ブラキシズムの臨床 その発生要因と臨床的対応』クインテッセンス出版 、2009年2月10日。ISBN 978-4-7812-0059-0。